# Português do Norte
O português do norte é o dialeto da língua portuguesa. É falado na costa norte de Portugal, de Viana do Castelo ao Porto e estendendo-se para o interior até Vila Real. É também popularmente conhecido pelo nome "nortenho", mas os linguistas tradicionalmente chamam-lhe "interâmnico" ou "interamnense" para diferenciá-lo de outros dialetos do interior do norte de Portugal, como o trasmontano
O dialecto interamnense constitue um dos principais grupos da língua portuguesa. Existem dois subdialetos: Porto–Póvoa e Braga–Viana. Cada um destes subdialetos é ainda dividido em Porto, Póvoa, Braga e Viana. Cada sotaque na região é derivado dos sotaques desses quatro lugares.
O mapa dialetal por Leite de Vasconcelos (1893-1897), seguida também por Luís Filipe Lindley Cintra, propunha que o português do Norte tivesse três subdialetos: 
- Alto-minhoto: entre os rios Minho e Lima;
- Baixo-minhoto: entre os rios Lima e Douro, que inclue a variedade do Porto e da Póvoa;
- Baixo-duriense: entre os rios Tâmega e Corgo.